# Tsukemono
Tsukemono (jap. 漬物; (1) tsukemono, (2) pikle, (3) japońskie warzywa marynowane) – integralna część japońskich posiłków, charakterystyczne dla kuchni japońskiej marynowane warzywa (bardzo rzadko niektóre owoce, czasami do mieszanek marynat dodaje się wodorosty i inne owoce morza, aby uzyskać różnorodne smaki).

## Opis
Istnieje wiele różnych metod przygotowywania marynowanych warzyw w Japonii. Najwcześniejsze tsukemono były warzywami konserwowanymi w soli. Jednak w trakcie rozwoju kuchni japońskiej odkryto i wprowadzono w życie nowe sposoby konserwowania warzyw, które są istotnym składnikiem diety w tym kraju. Historycznie, w okresie zimowym, zwłaszcza w północnej części Japonii, panował deficyt świeżych warzyw. Tsukemono stało się zatem ważnym elementem w utrzymaniu zbilansowanej diety przez wszystkie miesiące w roku. 
Tsukemono może być fermentowane, jak i konserwowe, z solanki, a każdy region w Japonii ma własną odmianę. I tak np. teppō-zuke to specjalność prefektury Gunma, nozawana (Brassica rapa L. var. hakabura) jest popularna w Nagano, a takana (Brassica juncea var. integrifolia) na Kiusiu. W Kanazawie specjalność tsukemono zwana kabura-zushi łączy w sobie plasterki rzepy (kabu, kabura, Brassica rapa),  i ryby. W prefekturze Akita rzodkiew japońska (daikon) jest przypalana przed marynowaniem w soli i otrębach ryżowych. Taka forma nazywa się iburi-gakko (wędzone pikle z daikonu). 
Jasne, żywe kolory tsukemono dodają kontrastu i artyzmu innym potrawom, a ostry aromat i cierpki smak uzupełniają szeroką gamę doznań smakowych. Tsukemono zawierają enzymy i probiotyki, które pomagają poprawiać trawienie. Ponadto mają duże ilości witamin z grupy B. 
Już w okresie Jōmon (12 000–300 lat p.n.e.) pozyskiwano sól morską i używano jej do konserwowania mięsa i warzyw. Dokładne pochodzenie tsukemono nie jest znane i różne źródła podają w tym zakresie zróżnicowane informacje. Miejscem ich powstania mógł być chram Kayatsu w Nagoi, zwana także Tsukemono-jinja. Dokument znaleziony w świątyni Tōdai-ji w Nara i napisany w IV wieku n.e. opisuje różne rodzaje tsukemono, m.in. przyrządzane z użyciem sfermentowanej substancji peklującej wykonanej z soi, grzybów (pleśni) o nazwie kōji (Aspergillus oryzae) i wody lub marynowanych w occie, czy sake. W okresie Edo (1603–1868) wzmiankowany był sklep z tsukemono. W 1836 funkcjonował sklep, który reklamował 64 różne rodzaje tsukemono. W miarę upływu czasu proces, metody i smaki stawały się coraz bardziej wyrafinowane. W czasach obecnych istnieją innowacyjne sposoby modyfikowania, ulepszania i eksperymentowania z tsukemono.

## Wybrane najpopularniejsze rodzaje tsukemono
- Umeboshi (Prunus mume) – marynowane japońskie ume (morela japońska). Okrągłe, pomarszczone z charakterystycznym ciemnym różem lub beżem, powstają przez suszenie, a następnie marynowanie w soli pod obciążeniem. Tradycyjnie umeboshi są pakowane w sól z fioletowymi liśćmi shiso (Perilla frutescens var. crispa), które barwią je na ciemnoróżowo-fioletowy odcień. Mają charakterystyczny kwaśno-słodki smak i mogą być wyjątkowo słone. Są także słodsze umeboshiz miodem, zazwyczaj w kolorze beżowym[6].
- Takuan – jasnożółte pikle z daikonu, który jest wpierw suszony, a następnie marynowany w otrębach ryżowych. Żółty odcień pochodzi z suszonych owoców gardenii (Gardenia jasminoides), które są umieszczane w mieszance do marynowania[6].
- Gari – cienko pokrojona shōga (imbir, Zingiber officinale), obowiązkowy dodatek do sushi. Pikantny i słodko-cierpki smak ma na celu usunięcie rybiego posmaku[6].
- Kyūri – proste, szybko przygotowywane pikle z ogórków marynowanych w solance (shiozuke), czasami doprawionej kombu, pieprzem tōgarashi (Capsicum annuum) i/lub octem[7]

## Galeria

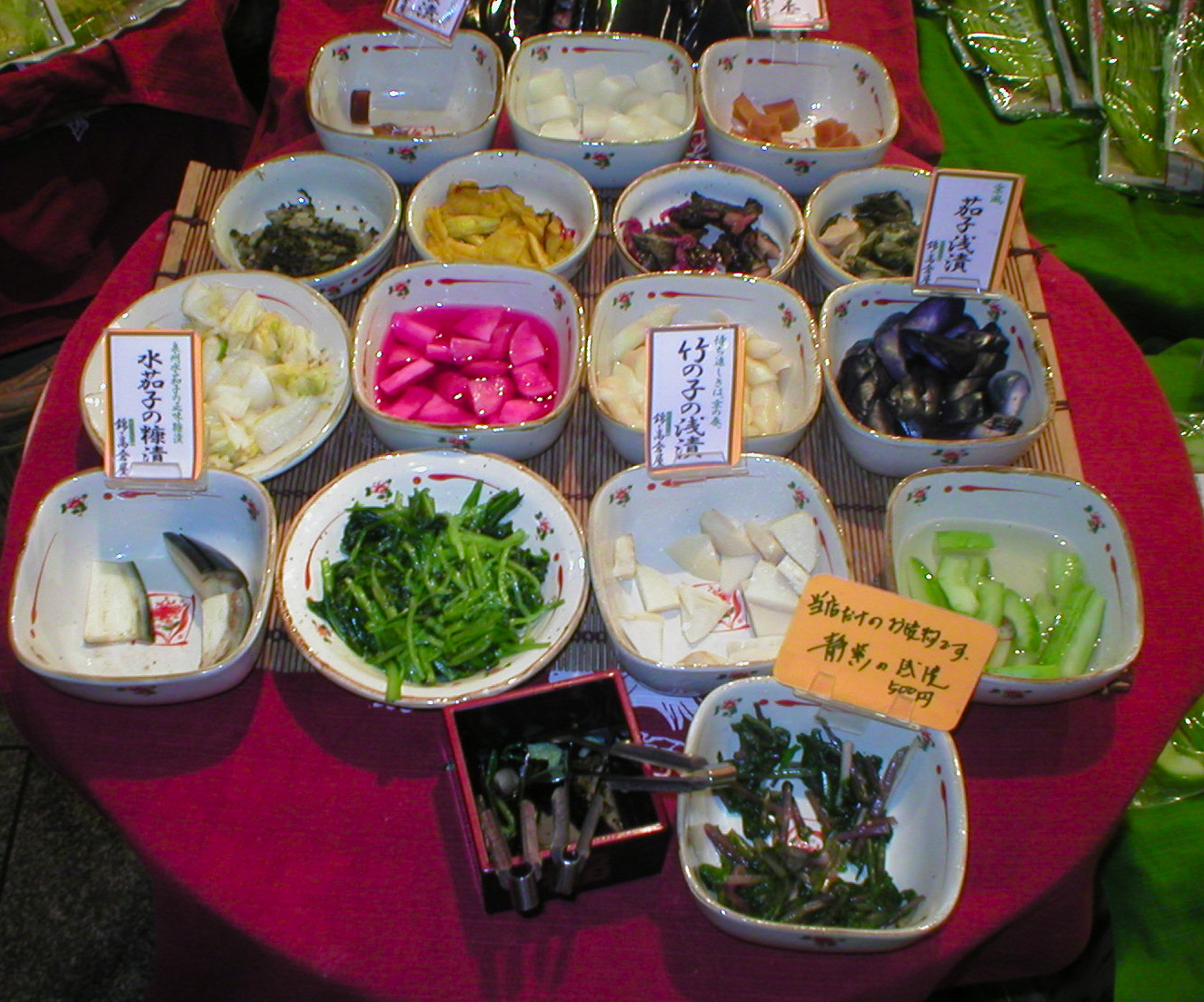
Miseczki z tsukemono
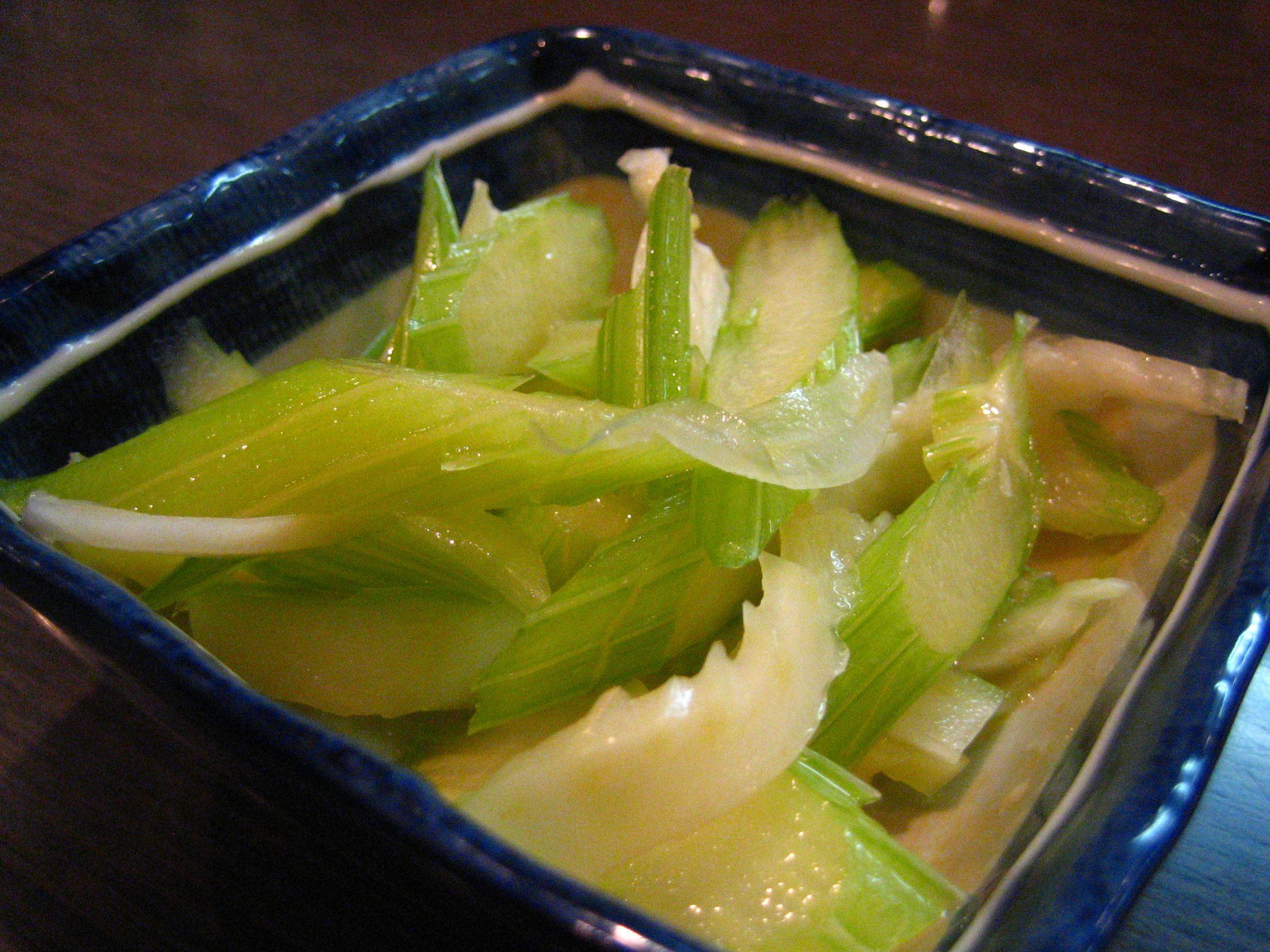
Selery naciowe w Tokio
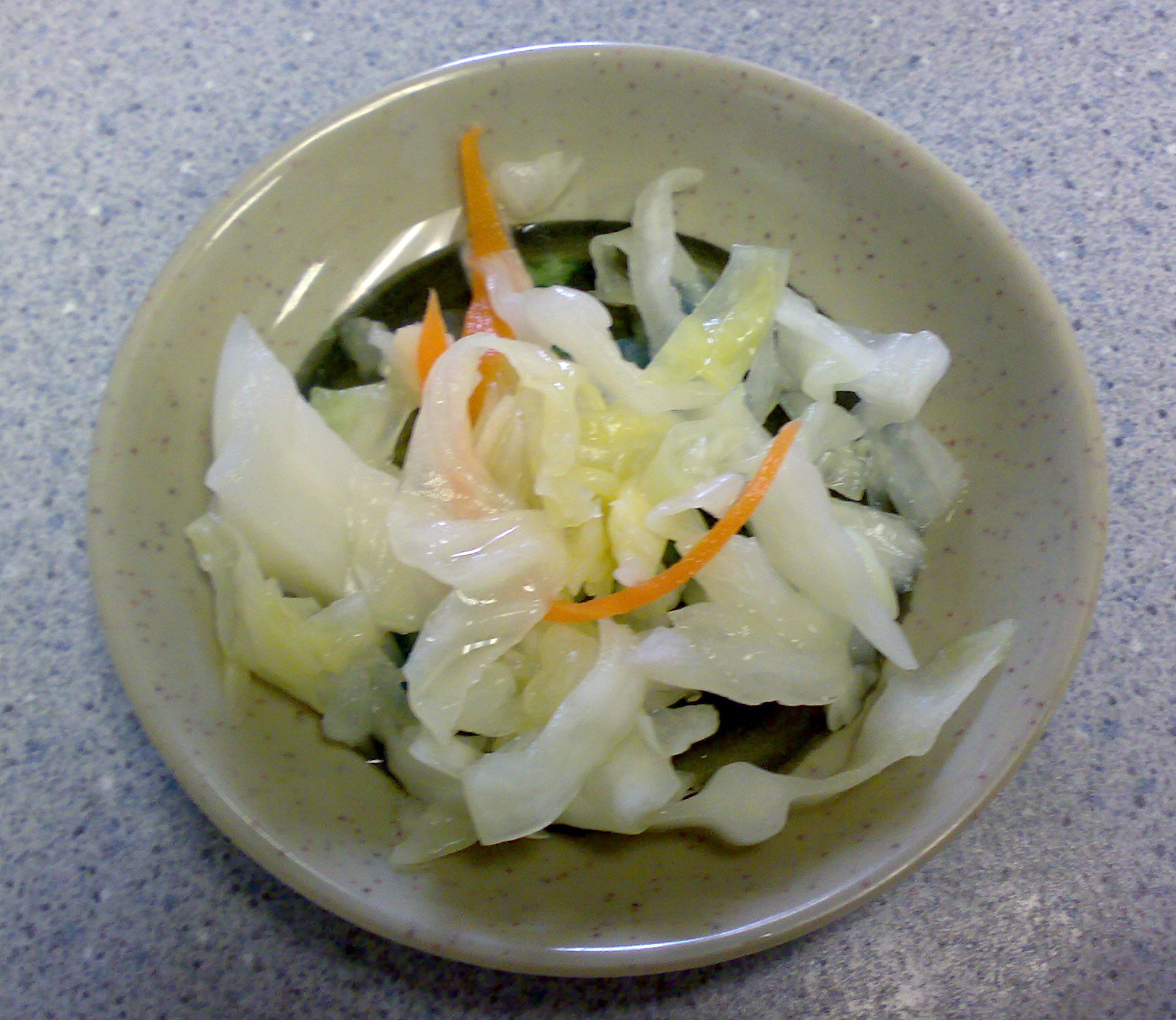
Domowe tsukemono
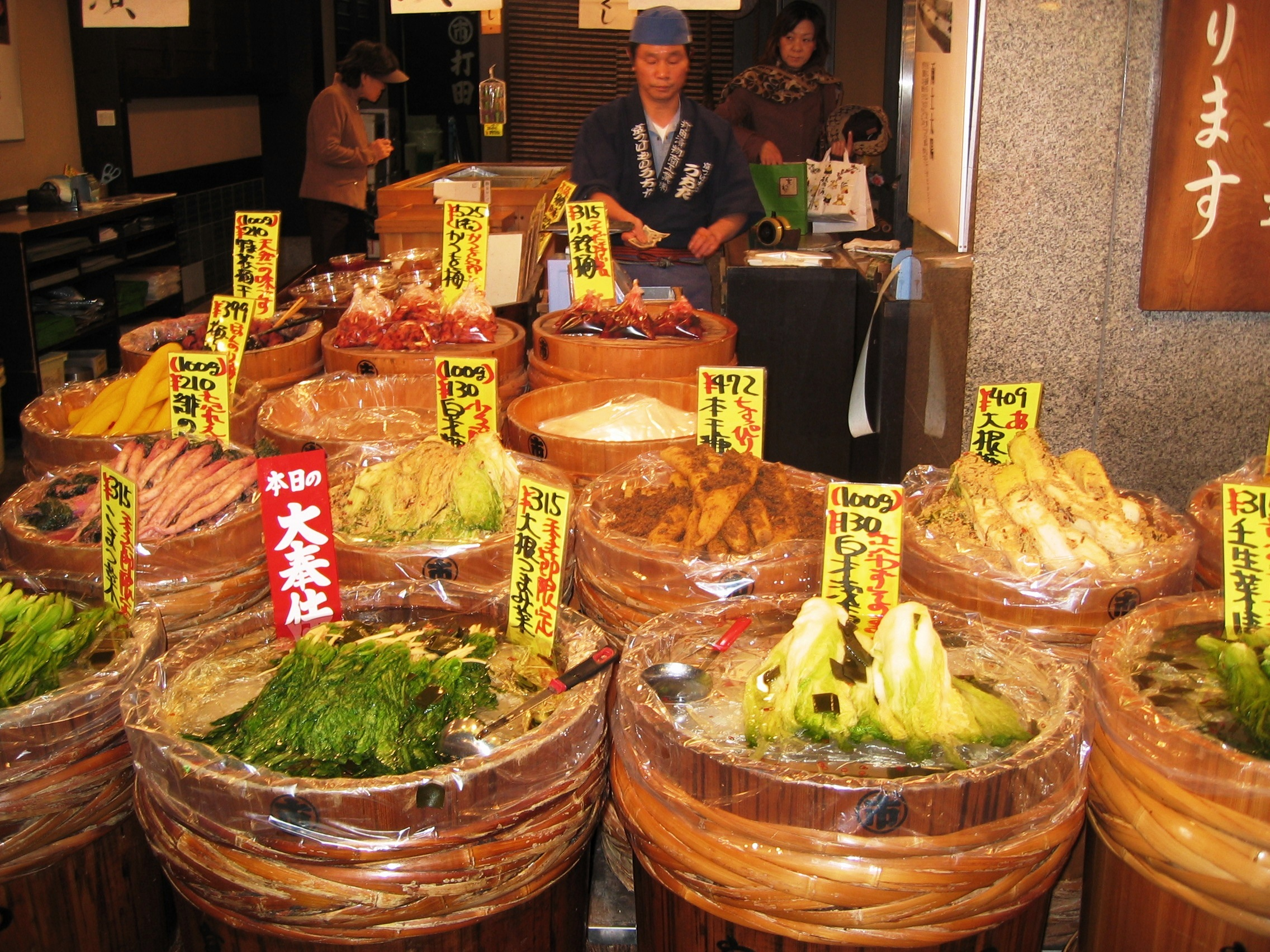
Beczki z piklami